# Centro de Criatividade Odylo Costa Filho
O Centro de Criatividade Odylo Costa Filho (CCOCF) é um espaço cultural vinculado à  Secretaria de Estado da Cultura e Turismo (Sectur). Fica localizado na Praia Grande, no Centro Histórico de São Luís. O local promove o envolvimento da comunidade com espetáculos e difusão das técnicas do fazer artístico.

## Histórico
O Centro de Criatividade Odylo Costa Filho foi fundado em 06 de novembro de 1979, por meio da Lei nº 4102/79, com o nome de Centro de Artes e Comunicações Visuais – CENARTE. Funcionava na rua do Sol. Em 1981, passou a ter a denominação atual. em homenagem ao poeta e jornalista maranhense Odylo Costa Filho. Em dezembro de 1988, foi inaugurada a nova sede, na rua Rampa do Comércio, na Praia Grande. Anteriormente, o local serviu como  instalação de atividades comerciais, como depósitos e armazéns de tecidos.
Tem como missão servir a comunidade maranhense, estimulando as linguagens artísticas, possibilitando a criação, capacitação e difusão em seus múltiplos espaços, fomentando a cultura e a convivência de mestres e aprendizes, trocando de experiências.
Após ter sido alvo de ações de vandalismo, o local foi vistoriado pelo Ministério Público do Maranhão, que adotou medidas para preservação do patrimônio histórico e cultural, e foi fechado para restauro em abril de 2024. O projeto de reforma foi aprovado pelo Iphan (Instituto do Patrimônio Histórico e Artístico Nacional), com previsão de duração de 18 meses.

## Estrutura
O Centro dispõe de cinema, teatro, biblioteca e espaços para exposição; além de oferecer cursos de diversas expressões artísticas nas áreas das artes visuais e cênicas.
- Cine Praia Grande: inaugurado em 1988, possui em torno cento e vinte lugares, promovendo a exibição de filmes de arte e cultura, promovendo a difusão de grandes produções e documentários maranhenses. Também recebe o Festival Guarnicê de Cinema.[9]
- Teatro Alcione Nazaré: já foi chamado de Teatro Praia Grande, possui em torno de trezentos lugares; recebendo peças teatrais, espetáculos de música e dança, palestras e debates. [4]
- Sala de Dança Reynaldo Faray: onde são desenvolvidas atividades de Alongamento e Dança; Ginástica Laboral; Ballet Clássico; Dança do Ventre e Dança Contemporânea, oferecidas pelo CCOCF. Tem esse nome em homenagem à uma das personalidades mais respeitadas do teatro e da dança no estado.[4]Cine Praia Grande

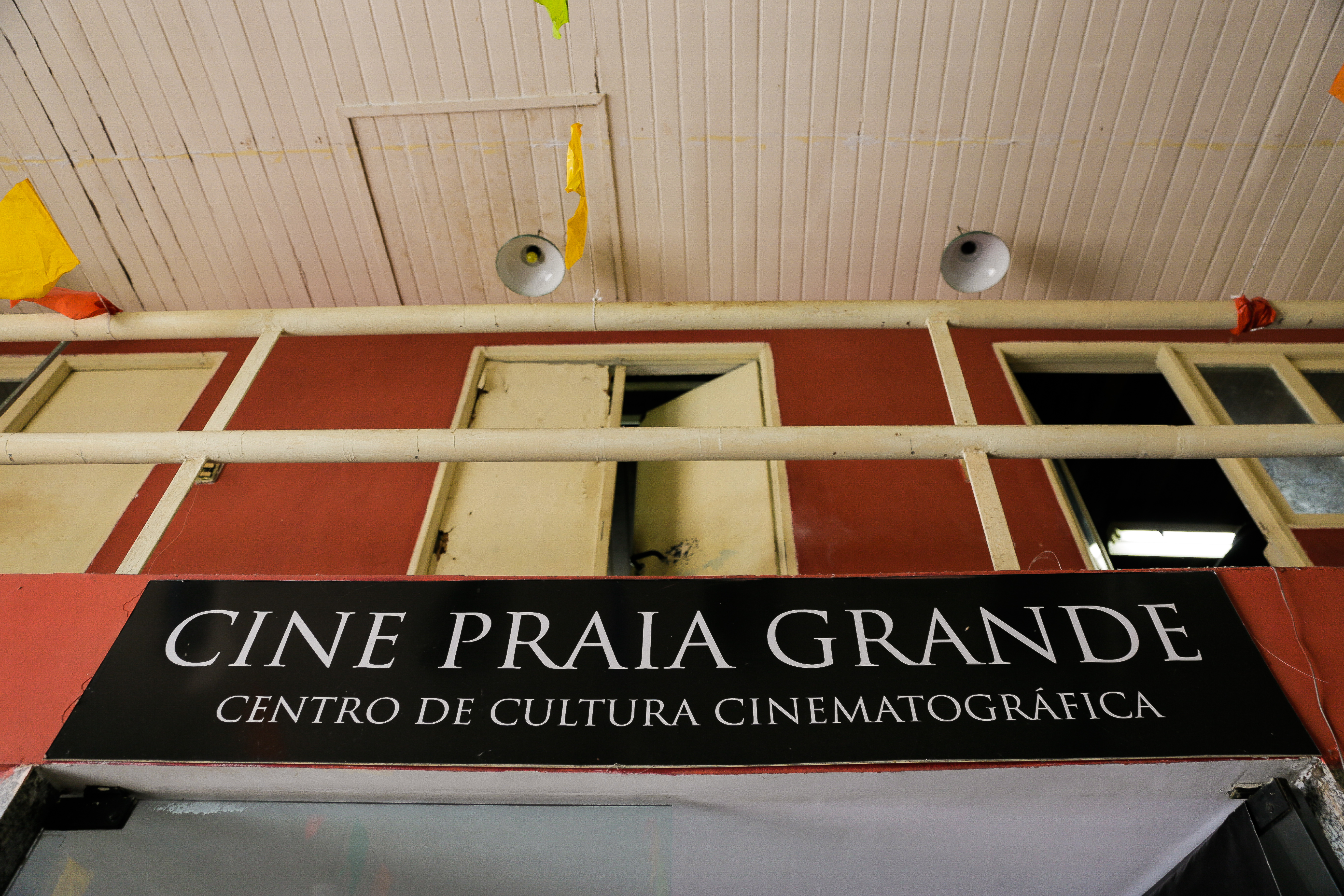
Cine Praia Grande

- Galeria Valdelino Cécio: área para exposição, na qual alunos e artistas maranhenses podem exibir suas produções artísticas.[4]
- Anfiteatro Beto Bittencourt[4]
- Biblioteca Ferreira Gullar:  inaugurada 1999, dá apoio às atividades do CCOCF, atendendo professores, pesquisadores, alunos e a comunidade. Tem um acervo com em torno de 3200 títulos com livros de cultura popular, literatura, artes (pintura, dança, cinema, escultura, gastronomia), história maranhense, periódicos, folhetos, mapas, obras de referência, documentos relacionados ao CCOCF.[4]

Entre os cursos e oficinas oferecidos pelo Centro estão: dança, teatro, artesanato, fotografia, balé, pintura, e vários outros.